# آبشار دگز
آبشار داگس (به انگلیسی: Daggs Falls) آبشاری است که در کوئینزلند، استرالیا واقع شده و ارتفاع کلی ریزشگاه آن ۴۵ متر است.